# 사요나라 리그렛
《사요나라 리그렛》(さよならリグレット, 안녕 리그렛)은 일본의 록 밴드 쿠루리의 20번째 싱글이다. 2008년 9월 3일에 발매됐다. 대한민국에는 《고토바와 산가쿠 고코로와 시카쿠》와 함께 파스텔 뮤직에서 2009년 3월 11일에 발매됐다.

## 수록곡
1. 사요나라 리그렛 (さよならリグレット 안녕 Regret[*])
2. 교토노 다이가쿠세이(京都の大学生 교토의 대학생[*])
3. pray
4. 바라노하나 feat.오다 가즈마사 from교토온가쿠하쿠란카이2007
(ばらの花 feat.小田和正 from京都音楽博覧会2007 장미꽃 feat.오다 가즈마사 from교토음악박람회2007[*]) (보너스 트랙)